# Дам миллион
«Дам миллион» (итал. Darò un milione) — чёрно-белая комедия режиссёра Марио Камерини, снятая в 1935 году. Первая работа Чезаре Дзаваттини, ставшего впоследствии одним из самых знаменитых киносценаристов мира. Премьера фильма состоялась 30 августа 1935 года на Венецианском кинофестивале, где он получил кубок за лучший итальянский комедийный фильм. В 1938 году режиссёр Уолтер Лэнг снял американский ремейк с Уорнером Бакстером, Марджори Уивер и Питером Лорре  в главных ролях.

## Сюжет
Главный герой, которого играет молодой Витторио Де Сика, миллионер, уставший от жизни и разочаровавшийся в своём близком окружении (друзьях и родственниках, лишь пользующихся им и его деньгами), решает покончить жизнь самоубийством, прыгнув в воду со своей яхты. В воде он встречается с нищим (его роль играет актёр Луиджи Альмиранте), который, как и он пытался покончить с собой, но по причинам совершенно противоположным. Поплакавшись нищему на свою горькую участь, миллионер заявляет, что готов дать миллион тому, кто бескорыстно проявит к нему доброту.
Проведя ночь на берегу, нищий поутру уходит, одевшись в вещи богача и озвучивает в прессе его слова. После этого известия все горожане буквально рассыпаются в щедрости и благотворительности, надеясь наткнуться на этого миллионера и получить от него обещанный миллион.
А миллионер тем временем, одетый в обноски нищего знакомится с костюмершей из цирка, которая пожалев его, положит ему в руку монету, чтоб он мог позволить себе хоть ночлежку. А он в результате, пригласив её на свою яхту, оденет ей колечко на пальчик.

## В ролях
- Витторио Де Сика — миллионер
- Ася Норис — Анна
- Луиджи Альмиранте — нищий
- Марио Галлина — кавалер Примерозе
- Франко Кооп — аукционер
- Джемма Болоньези — Мария
- Чезаре Дзоппетти — ложный миллионер

## Мнения критиков
Этот фильм Камерини представляет собой всё лучшее и самое характерное, что мог предложить т. н. «кинематограф белых телефонов» в жанре нежной и горькой комедии. Фильм передаёт и превосходно объединяет в единое целое двойственную, противоречивую природу этого кинематографа, стремившегося одной ногой оставаться в реальности, а другой — в мечтах, т. е. в идеальном райском мире, где пастушки (в данном случае — скромная и благочестивая костюмерша из цирка) могут выходить замуж только за принцев (в данном случае — за соблазнительного миллионера с собственной яхтой). Невероятно динамичное повествование, которое Камерини с неподражаемой лёгкостью и элегантностью насыщает множеством маленьких гэгов, забавных почти до невероятности, позволяет картине, как на тугой проволоке, балансировать между этими тенденциями.Жак Лурселль, французский кинокритик